# لغات تشاد
لدى تشاد لغتان رسميتان، العربية الدازاغاء، إلى جانب أكثر من 120 لغة أصلية. النسخة العامية من اللغة العربية والتي تدعى العربية التشادية هي لغة مشتركة ولغة التجارة، ويتحدث بها 40-60٪ من السكان. اللغتان الرسميتان لديهما عدد أقل من المتحدثين من اللغة العربية التشادية. يتحدث اللغة العربية الفصحى حوالي 615.000 فرد. يتم التحدث باللغة الفرنسية على نطاق واسع في المدن الرئيسية مثل نجامينا ويستخدمها معظم الرجال في جنوب البلاد وهي لغة التدريس الأساسية في المدارس. اللغة التي يتحدث بها أكبر عدد من المتحدثين هي على الأرجح لغة نجامباي [الإنجليزية] ، حيث يبلغ عدد المتحدثين بها حوالي مليون شخص.
في 25 مارس 2014؛ قدمت تشاد طلبًا للانضمام إلى جامعة الدول العربية كدولة عضو ولا يزال الطلب قيد النظر.